# Fraxinus excelsior
Fraxinus excelsior, el fresno norteño, fresno de hoja ancha o fresno común, es una especie perteneciente a la familia de las oleáceas. Es un árbol nativo de la mayor parte de Europa; desde España, principalmente el norte, hasta Rusia. Su hábitat natural más septentrional se encuentra en Trondheim, Noruega, y el meridional, en el norte de Grecia.

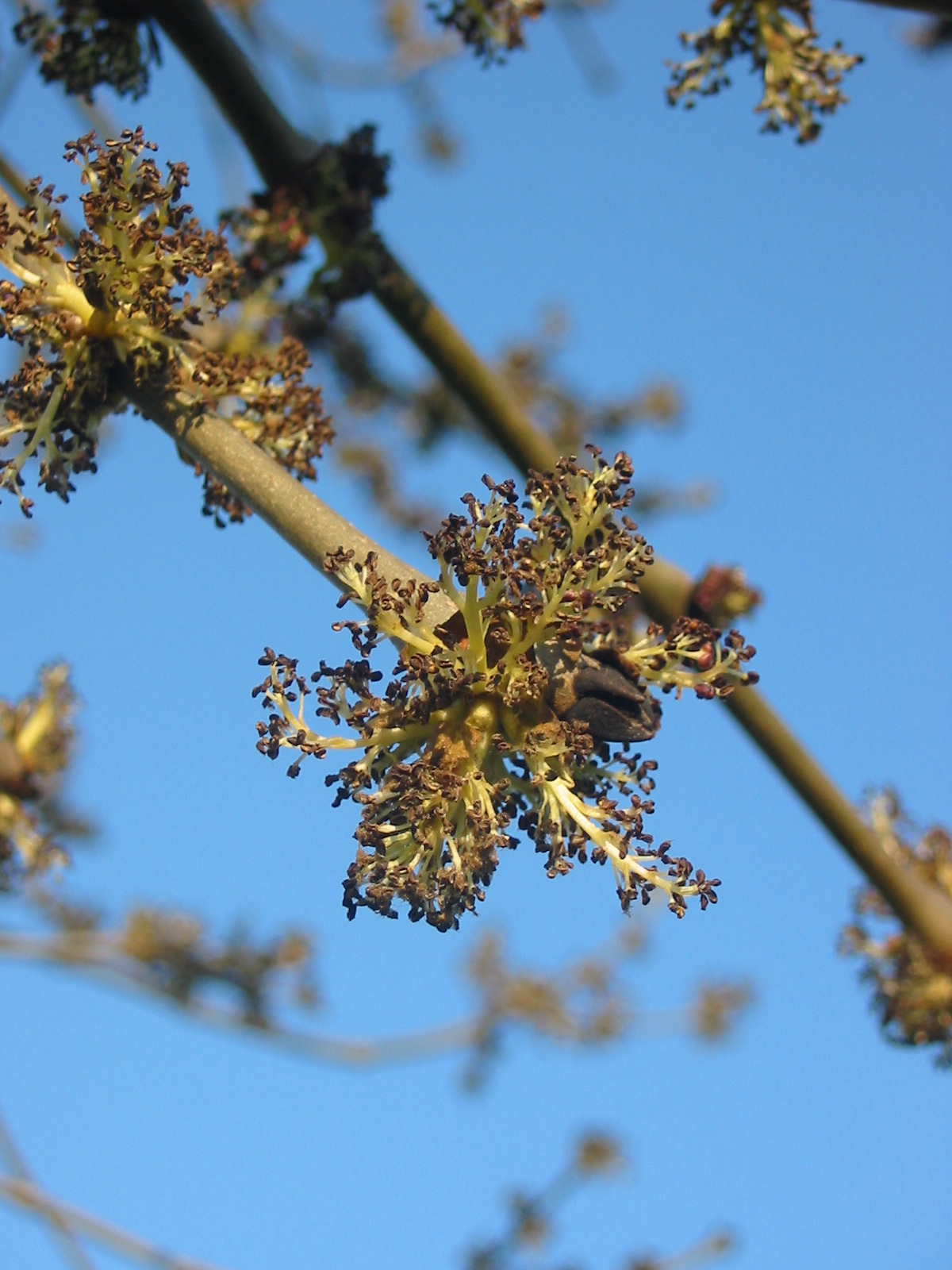
Flores masculinas

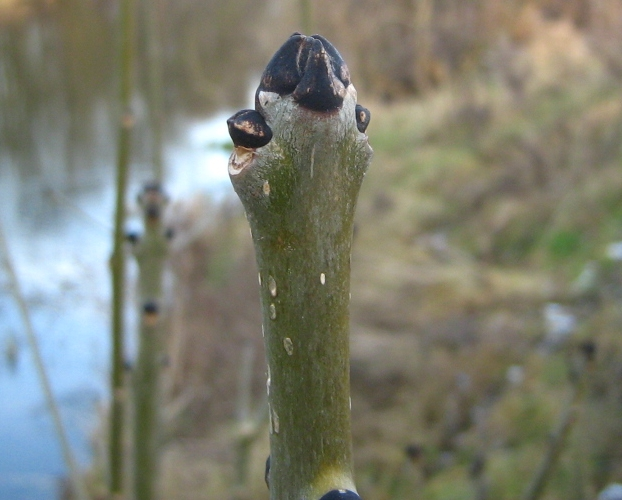
El fresno común se distingue fácilmente de otras especies de Fraxinus por sus yemas negras.

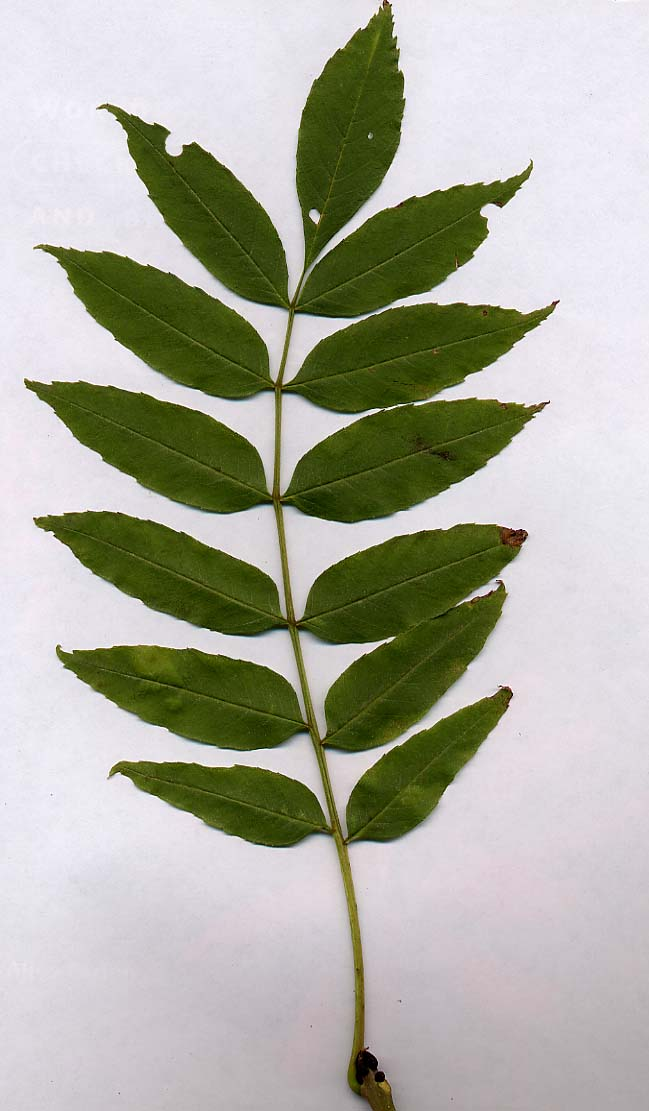
La hoja de fresno común es compuesta o pinnada.

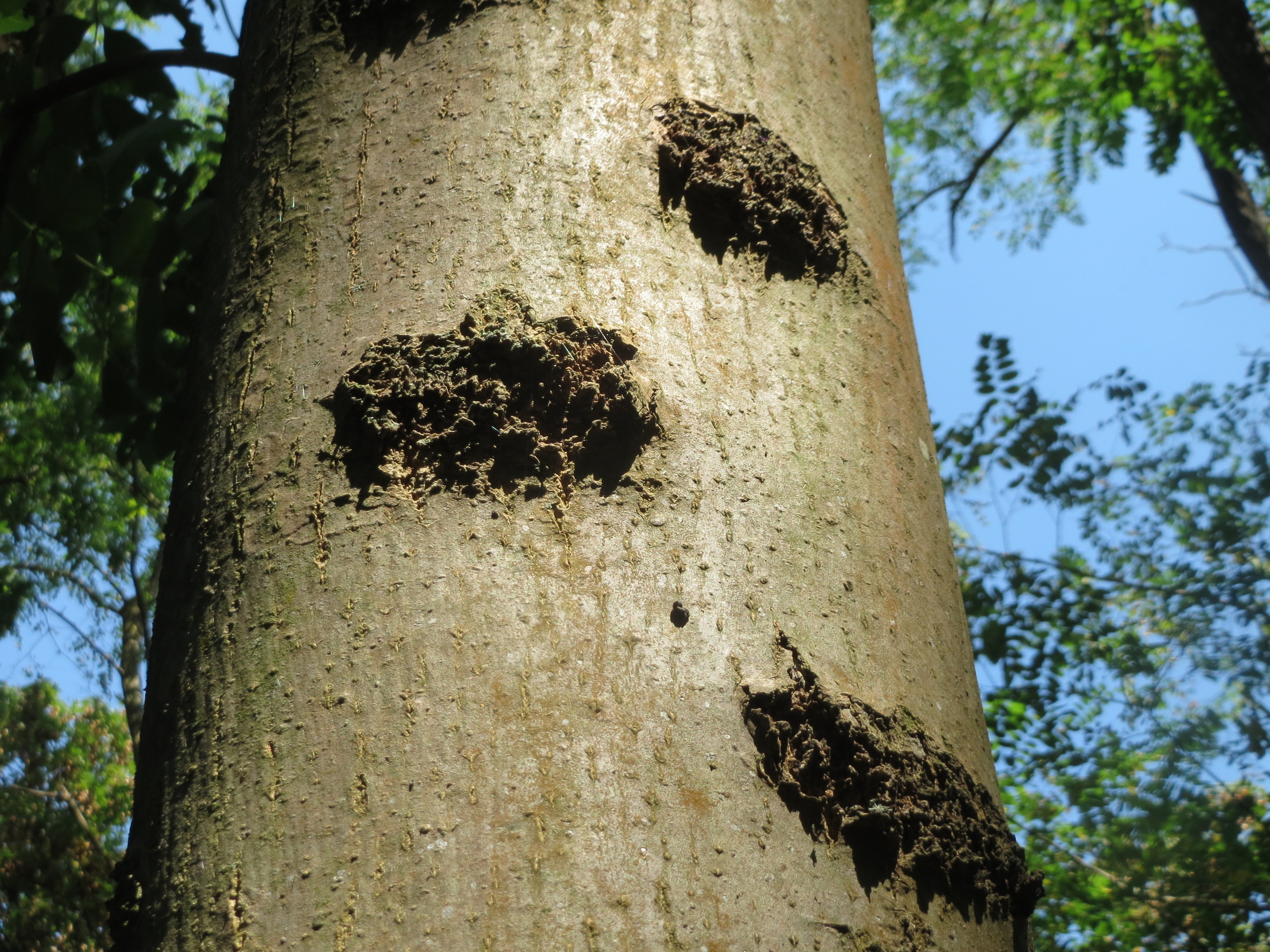
Lenticelas en un ejemplar joven

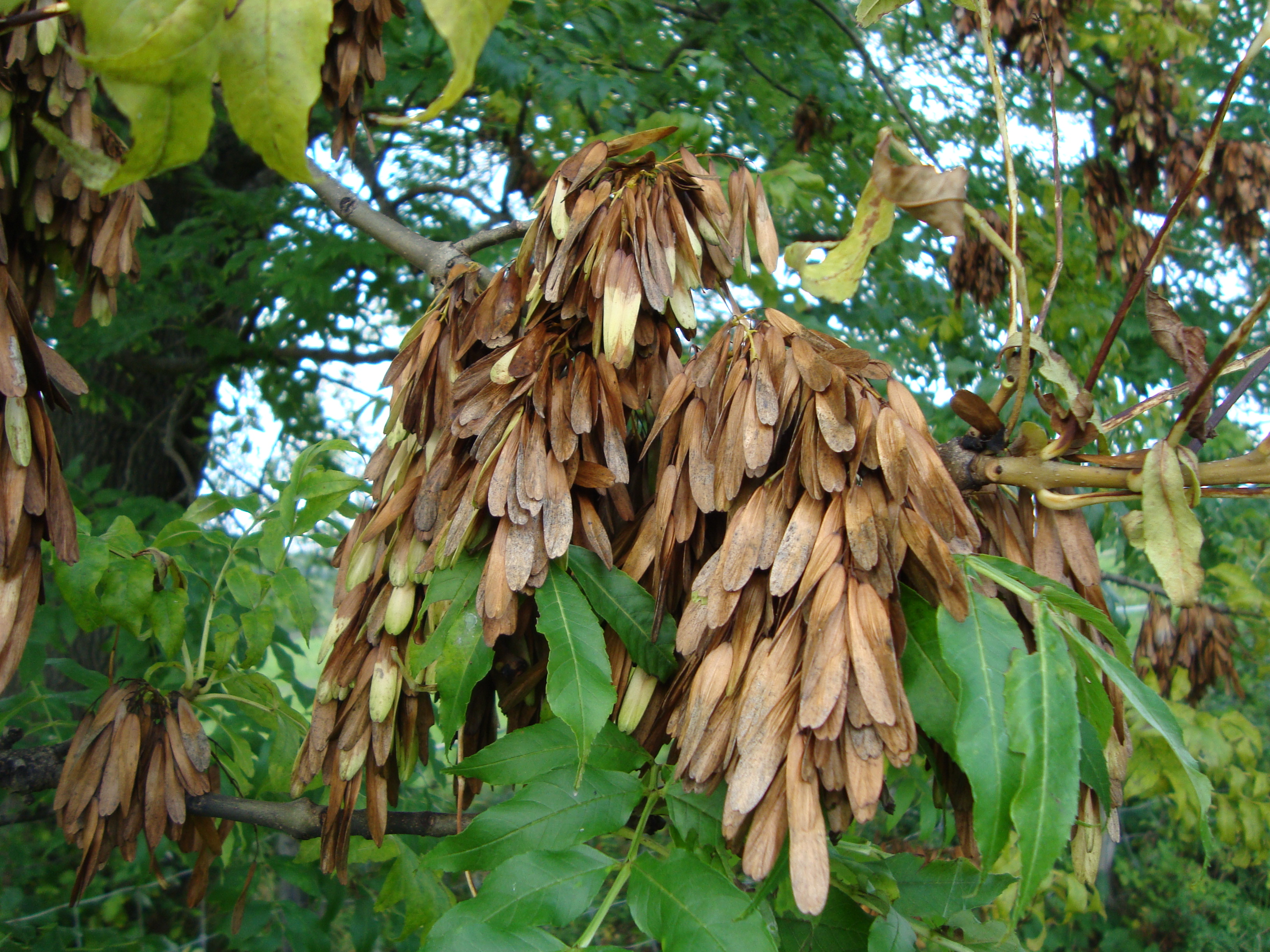
Como las flores abren antes que las hojas, los frutos se encuentran en las ramitas del año anterior.

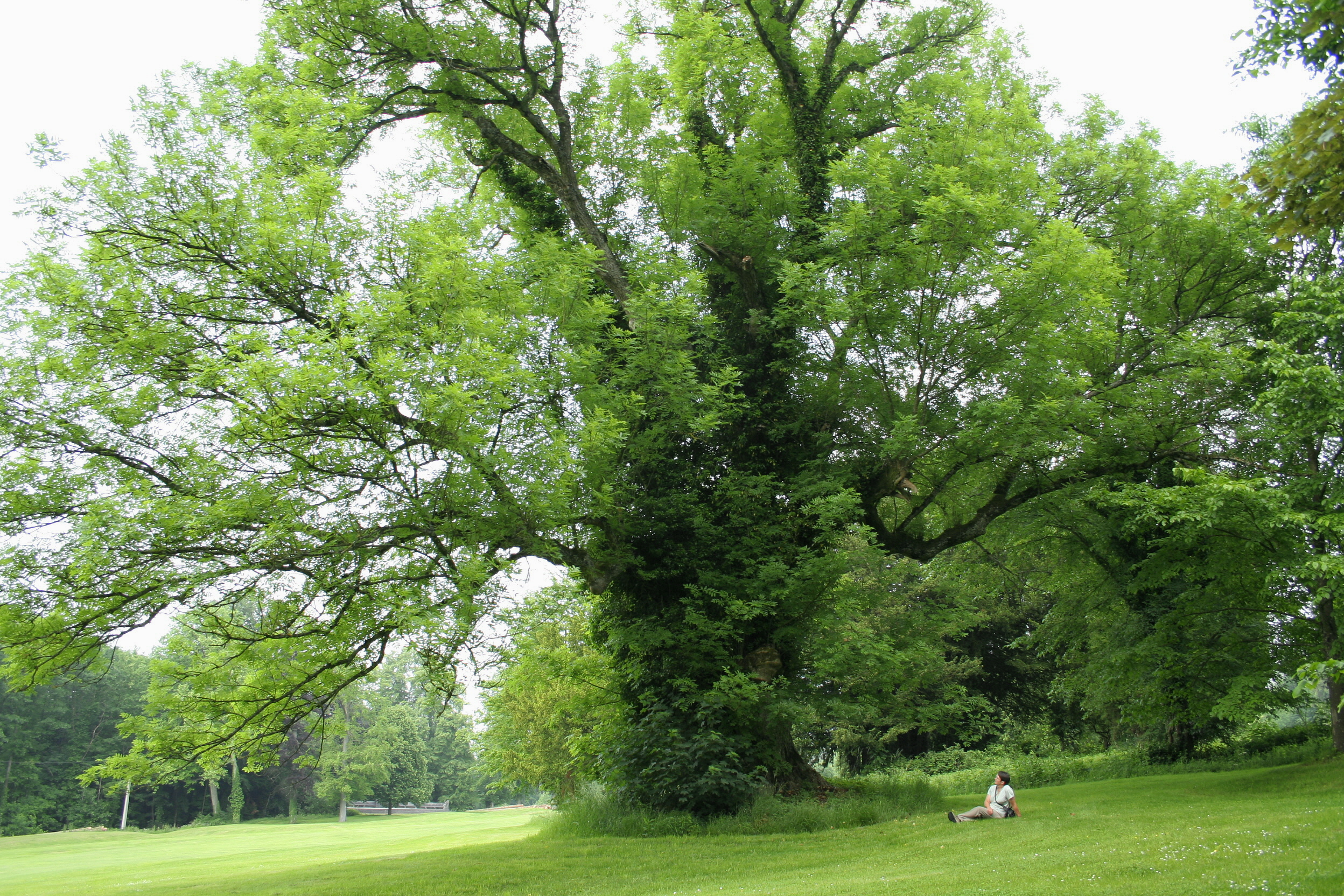
Fresno centenario en el parque Château de Sours (Francia)

## Descripción
Especie caducifolia que puede alcanzar hasta 40 metros de altura. De corteza gris o pardo-grisácea, lisa y con lenticelas en ramas y ejemplares jóvenes, agrietada en los adultos. Las yemas, a diferencia de otras especies de Fraxinus son de color pardo oscuro a negras. Hojas imparipinnadas, con 9 a 13 folíolos lanceolados a ovado-lanceolados y de bordes dentados. Las hojas de este fresno son de las últimas que abren en primavera, y las primeras en caer en otoño.
Las inflorescencias, pequeñas panículas que aparecen antes que las hojas, surgen en las axilas de las ramas del año anterior. Flores unisexuales, como especie polígama pueden ser femeninas, masculinas o hermafroditas. Las flores carecen de perianto, tienen dos estambres con anteras ovoides pardo-purpúreas. El fruto, llamado sámara, es una vaina alada lanceolada a oblonga de unos 28 a 48 mm de largo por 5,7 a 10 mm de ancho. La semilla fusiforme (7,4-17,3 x 1,7-4,3 mm) y de color parduzco se encuentra en un hueco de forma elíptica dentro de la sámara.

## Usos

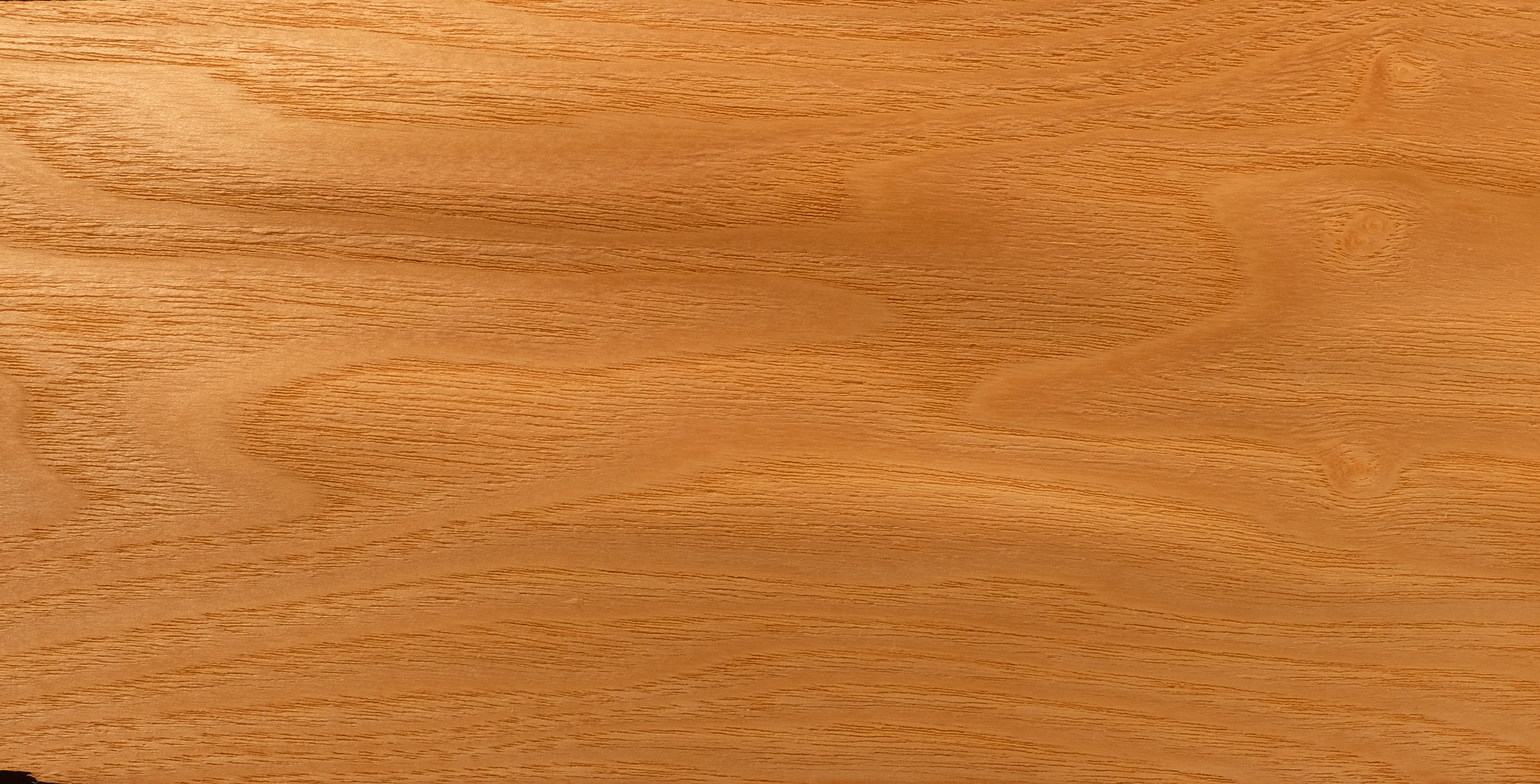
La veta de madera del fresno europeo.

### Industrial
La madera se utiliza en ebanistería, carpintería y tornería. Tiene textura basta y grano recto. Pesa unos 710kg/m3. Se trabaja bien. Es una madera dura (noble) de color claro amarillento. Los rollizos con duramen más oscuro se denominan 'fresno olivo' por imitar a esta última madera. Da excelentes resultados usado para tarimas de interior. Además, se cultiva como ornamental. Debido a su alta flexibilidad y resistencia a partirse, la madera de fresno es usada tradicionalmente para mangos de herramientas, muebles curvos, palas para deportes de pelota, hockey, raquetas de ténis antiguas y muebles. También es usada como leña ya que arde relativamente bien incluso estando verde.[cita requerida]

### Medicina popular
Es una planta medicinal de la cual se utilizan los folíolos y la corteza por su actividad como antiinflamatorio, laxante y diurético. Tradicionalmente se ha utilizado para el tratamiento de artralgias, artritis, gota, oliguria, retención urinaria, edemas, estreñimiento y fiebre.[cita requerida]

## Ecología
Árbol con bastante tolerancia al frío, por lo que puede habitar entre los 400 a 1800 m s. n. m.
Aunque de joven puede tolerar algo de sombra, necesita exposiciones muy soleadas. Prefiere terrenos fértiles y con buena retención de agua, aunque bien drenados, sin que se produzcan encharcamientos. Los periodos de sequía afectan el crecimiento.
Las orugas de la polilla Craniophora ligustri se alimentan de esta especie.

## Taxonomía
Fraxinus excelsior fue descrita por Carlos Linneo y publicado en Species Plantarum 2: 1057. 1753.
Etimología
Ver: Fraxinus
excelsior: epíteto latíno que significa "el más alto".
Variedades
- Fraxinus excelsior subsp. coriariifolia (Scheele) A. E. Murray

Sinonimia
- Aplilia laciniata Raf.
- Aplilia pendula (Aiton) Raf.
- Fraxinus acutifolia Dippel
- Fraxinus amarissima Dippel
- Fraxinus apetala Lam.
- Fraxinus appendiculata Pers.
- Fraxinus ararica Gand.
- Fraxinus atra Dum.Cours.
- Fraxinus atrovirens (Pers.) Desf.
- Fraxinus aurea Willd.
- Fraxinus baurieri Sennen & Gonzalo
- Fraxinus biloba Gren. & Godr.
- Fraxinus boitrayana Gand.
- Fraxinus boscii G.Don
- Fraxinus brevidentata Sennen & Elias
- Fraxinus bumelia Bedevian
- Fraxinus burgalensis Sennen & Elias
- Fraxinus ceretanica Sennen
- Fraxinus concavifolia Dippel
- Fraxinus crispa (Willd.) Bosc
- Fraxinus cucullata Baltet ex Dippel
- Fraxinus dodei Sennen
- Fraxinus eliae Sennen
- Fraxinus exoniensis Dippel
- Fraxinus fungosa Lodd.
- Fraxinus globosa Dippel
- Fraxinus glomerata Dippel
- Fraxinus grandifolia Sennen
- Fraxinus heterophylla Vahl
- Fraxinus humilis Dippel
- Fraxinus integrifolia Moench
- Fraxinus intermedia Dippel
- Fraxinus laciniata Raf.
- Fraxinus linearis Dippel
- Fraxinus lucida Dippel
- Fraxinus microphylla Jacques
- Fraxinus monophylla Dum. Cours.
- Fraxinus nana Pers.
- Fraxinus ochrochlora Gand.
- Fraxinus oxyodon Gand.
- Fraxinus pendula (Aiton) Hoffmanns.
- Fraxinus polemonifolia Poir.
- Fraxinus pumila Dippel
- Fraxinus purpurascens K.Koch
- Fraxinus retorta Sennen & Elias
- Fraxinus sambucina var. coarctata K.Koch
- Fraxinus scolopendrifolia Dippel
- Fraxinus scolopendrium Dippel
- Fraxinus simplicifolia Willd.
- Fraxinus spectabilis Dippel
- Fraxinus stenobotrys Gand.
- Fraxinus steudelii Medik.
- Fraxinus streptocarpa Gand.
- Fraxinus striata Dum. Cours.
- Fraxinus stricta Beissner
- Fraxinus strigata Bosc
- Fraxinus subcordata Gand.
- Fraxinus verrucosa Dum. Cours.
- Fraxinus viridis var. nobilis K.Koch
- Leptalix atrovirens (Pers.) Raf.
- Leptalix nana (Pers.) Raf.
- Ornus striata (Dum.Cours.) Sweet
- Ornus strigata (Bosc) A.Dietr.[7]

## Nombres comunes
- Castellano: fleja, fragino, fresno, fresno común, fresno común verdadero, fresno de hoja ancha, fresno de Vizcaya, fresno elevado, fresno europeo, fresno norteño.[8]

## Mitología
En la Edda del siglo XIII y otros escritos relacionados con la mitología nórdica, el vasto fresno Yggdrasil ("el corcel (horca) de Odín"), regado por tres manantiales mágicos, sirve como axis mundi, que sostiene los nueve mundos del cosmos en sus raíces y ramas.

## Folclore
En la Isla de Bute en Escocia, los amantes supuestamente solían comer hojas de un fresno conocido como el "Árbol de los sueños" que crecía cerca de la iglesia de San Blane, y los agradables sueños que experimentaron revelaron a sus verdaderas esposas y destinos previstos.